# 東成区
東成区（ひがしなりく）は、大阪市を構成する24行政区のうちの一つ。古代から使われ続けてきた旧東成郡を区名として現在に継承している。

## 歴史
- 1925年（大正14年）4月1日 大阪市の第二次市域拡張により大阪市へ編入。旧住吉郡域を除く東成郡の残余で東成区を新設。
- 1932年（昭和7年）10月1日 旭区を分離。
- 1934年 - 室戸台風による暴風雨。中本第二小学校（現中道小学校）の木造校舎が強風により倒壊して多数の死傷者が出る[1]。
- 1943年（昭和18年）4月1日 城東区・生野区を分離。

発足当初は、現在の大阪市北東部の大半を管轄する広大な区であった。その後2度の分区により現在では浪速区に次いで面積の狭い区となったが、人口密度は西区、城東区、浪速区に次いで4番目に高い。

## 町名
- 大今里（おおいまざと）
- 大今里西（おおいまざとにし）
- 大今里南（おおいまざとみなみ）
- 神路（かみじ）
- 玉津（たまつ）
- 中道（なかみち）
- 中本（なかもと）
- 東今里（ひがしいまざと）
- 東小橋（ひがしおばせ）
- 東中本（ひがしなかもと）
- 深江北（ふかえきた）
- 深江南（ふかえみなみ）

## 政治

### 議員
- 衆議院
  - 定数1（大阪府第1区） -
- 参議院
  - 定数3（大阪府選挙区） -
- 府議会
  - 定数1（東成区選挙区） -
- 市会（市議会）
  - 定数3（東成区選挙区） -

## 公共機関
警察
- 東成警察署

消防
- 東成消防署

医療・環境
- 大阪府立病院機構
- 大阪府立健康科学センター
- 大阪ガン予防検診センター
- 大阪府赤十字血液センター
- 大阪環境農林水産総合研究所

上水道
- 大阪市水道局

下水道
- 東部下水道管理事務所 田島下水道センター

ガス
- 大阪ガス

廃棄物処理
- 大阪市環境局

電話
- NTT西日本

郵便
- 東成郵便局

税務
- 東成税務署

## 教育

### 専門学校など
- 森ノ宮医療学園専門学校
- 北海道情報大学 通信教育部 大阪教育センター

### 中学校
- 大阪市立
  - 東陽中学校
  - 本庄中学校
  - 玉津中学校
  - 相生中学校

### 小学校
- 大阪市立
  - 東小橋小学校
  - 大成小学校
  - 中道小学校
  - 北中道小学校
  - 中本小学校
  - 東中本小学校
  - 今里小学校
  - 片江小学校
  - 神路小学校
  - 深江小学校
  - 宝栄小学校
- 東成区は、区の大きさが小規模なため、大阪市内で唯一、高等学校を持たない区である。

## 交通

### 鉄道
- 区役所の最寄駅 : 今里駅

大阪市高速電気軌道 (Osaka Metro)
 中央線 - 緑橋駅・深江橋駅
 千日前線 - 今里駅・新深江駅
 今里筋線 - 緑橋駅・今里駅
以下の路線は区内に駅はないが、区内に近い以下の駅が利用可能。
- JR西日本 - 隣接する天王寺区・中央区との境界に沿って走る。大阪環状線の鶴橋駅（天王寺区）・玉造駅（同）・森ノ宮駅（中央区）が利用可能。
- 近畿日本鉄道 - 隣接する生野区との境界に沿って走る。鶴橋駅・今里駅が利用可能。

### バス
- 大阪シティバス
かつては、区内の地下鉄今里駅西側に大阪市営バス東成営業所があったが、2014年3月31日の営業を以て廃止された[3]。

### 道路
- 阪神高速道路
  - 13号東大阪線（区内にはインターチェンジ無し）
- 中央大通
- 長堀通（国道308号）
- 千日前通（国道308号・大阪府道24号大阪東大阪線・大阪府道702号大阪枚岡奈良線）
- 疎開道路（大阪市道上新庄生野線）
- 今里筋（大阪市道大阪環状線）
- 内環状線（国道479号、一部は国道308号と重複）

## 施設
- 大阪市立東成図書館
- 大阪市立東成スポーツセンター
- 東成区在宅サービスセンター

### 商業施設・商店街
- サボイ 森之宮味道館（閉店）
- コノミヤ 緑橋店
- デイリーカナートイズミヤ 深江橋店
- ライフ 新深江店、今里店、緑橋店、玉造店
- 阪急オアシス 今里店（閉店）
- 西友 緑橋店

など多数のスーパーがある。

## 集合住宅
東成区は、区の大きさが小規模なため、集合住宅は他の区より少なくなっている。

### 大規模マンション
- パークスクエア大今里
- 今里グリーンハイツ

### 住宅団地
- 都市再生機構アーベイン緑橋
- 市営西今里住宅
- 福山通運社宅

## 産業

### 東成区に本社を置く企業
- 大阪ガスファシリティーズ - 近畿一帯で活躍している総合ファシリティサービス業
- オーナンバ - ワイヤーハーネスメーカー。東証2部上場。
- コクヨ - 大手文房具企業の一つ、本社内にはショールームもある。
- ドギーマンハヤシ - 大手ペット用品企業の一つ。本社ビル内にペットショップとドギーマン国際ペット総合学院が併設されている。
- オルファ - 世界的なカッターブランドの開発元。
- 扶桑薬品工業　-　本社・工場
- ヤマトプロテック - 防災機器総合メーカ。特に消火器では生産・販売ともに業界1位の実績を持つ。本社は東京都港区だが、登記上の本店および管理部門は、現在も創業地の東成区にある。
- ザ・パック
- 大阪書籍
- ベツセル - 工具の製造メーカ。
- ペンギンワックス - 業務用ワックス・床材メンテナンス機器などの製造・販売を行う。
- クロバー
- 第一精工 - 「王様印」の名で、竿受けや仕掛けなどの釣具および自転車用傘立ての製造・販売を行っている。
- 現代仏壇 - 仏壇・仏具メーカ。
- 中央帽子
- 林一二 - 総合乳業メーカー。センタンアイスクリームの銘柄で知られる。
- クロバーコーポレーション - 1946年創立の化粧石けんメーカー。

### 東成区に支社などを置く企業
- 関西電力
- JR西日本
- 関電工
- 大阪ガス

## 著名人
- 新井宏昌（元プロ野球選手・現福岡ソフトバンクホークス二軍打撃コーチ）
- 佐伯貴弘（元プロ野球選手）
- 金城龍彦（元プロ野球選手 ・現読売ジャイアンツ三軍野手総合コーチ）
- 下敷領悠太（元プロ野球選手）
- 愛本みずほ（漫画家・代表作は『だいすき!! ゆずの子育て日記』）
- 富司純子（女優・5歳の時に和歌山から移住）
- たむらけんじ（吉本興業所属のお笑い芸人・過去に深江南に在住していた）
- 桂福車（松竹芸能所属の落語家)
- 松下幸之助（大阪で新婚時から会社創業時まで現在の玉津で生活していた）
- 三輝山輝男（大相撲力士）
- 清乃華玉誉（大相撲力士）
- 角谷一圭（釜師）
- 亀田正一（洋画家）
- APOLLO（アーティスト）
- ジョーブログ（YouTuber、プロボクサー）
- 桂米團治 (4代目)（落語家、東成区役所の隣に代書屋を営み（落語『代書』の元）、顕彰碑が東成区役所に建つ）

## 地価
- 大今里一丁目31-10（住宅地）24.3万円
- 大今里西二丁目13-17（住宅地）27.1万円
- 玉津一丁目6-16（商業地）30.0万円
- 東中本一丁目15-25（商業地）37.4万円
- 大今里四丁目3-4（商業地）30.0万円
- 東今里二丁目10-30（準工業地）24.4万円
- 東小橋一丁目17-7（準工業地）28.3万円
- 中道三丁目10-7（準工業地）29.5万円
- 深江北一丁目17-9（準工業地）29.3万円

1m2あたり・平成16年7月1日現在、国土交通省・平成16年9月21日発表